# Bryomima hakkariensis
Bryomima hakkariensis là một loài bướm đêm trong họ Noctuidae.